# Gustav Adolph Sennewald
Gustav Adolph Sennewald (* 26. Januar 1804 in Bielitz, Österreichisch-Schlesien; † 16. Juli 1860 in Warschau) war ein polnischer Verleger und Buchhändler deutscher Nationalität, der in Warschau in der ersten Hälfte des 19. Jahrhunderts wirkte.

## Biographischer Abriss
Sennewald wurde in einer deutschen Kaufmannsfamilie als Sohn des Karl Friedrich und seiner Gemahlin Marie Friederike (Geburtsname unbekannt) geboren. Über seinen Schulgang ist nichts bekannt. 20 Jahre alt erschien er 1824 in Warschau und wurde Lehrling beim Buchhändler und Verleger Brzezina, der sein Geschäft im historischen Zentrum der Stadt unweit des Königlichen Schlosses besaß. Schon vier Jahre später war Sennewald imstande, Anteile an der Firma zu kaufen und wurde Mitbesitzer. Nach dem Tode Brzezinas, der 1832 erfolgte, entschädigte Sennewald die Erben und wurde alleiniger Inhaber der Firma. Bald erweiterte er ihren Tätigkeitsbereich, indem er eine lithographische Werkstatt dazu kaufte und eine Leihbücherei mit französischen (1840) und später (1842) polnischen Büchern eröffnete, in den nächsten Jahren auch einen Notenverleih. Er unterhielt rege Kontakte mit Verlegern und Buchhändlern aus Leipzig, wodurch er stets Zugang zu Neuerscheinungen hatte.
Sennewald erwarb große Verdienste um das polnische Buch: er verlegte Romane von bekannten Schriftstellern wie u. a. Józef Ignacy Kraszewski und viele Übersetzungen aus Fremdsprachen, u. a. Bücher von Charles Dickens und Eugène Sue. Dabei verlegte er auch religiöse Bücher (auch in deutscher Sprache), Schulbücher, Ratgeber für Landwirte und wissenschaftliche, vor allem medizinische Positionen. Insgesamt erschienen in seinem Verlag 184 Bücher. Sehr entwickelt war auch die musikalische Abteilung, die sehr rentabel war: er veröffentlichte u. a. Noten zu vielen Opern des Stanisław Moniuszko.
Gustav Adolph Sennewald heiratete Wilhelmine Michaeline Hermann (1805–1883) aus einer vermögenden Warschauer evangelischen Familie und hatte mit ihr drei Töchter und einen Sohn. Sämtliche Töchter schlossen Heiraten im Kreis der reichen Warschauer Lutheraner, der Sohn Gustaw Karol (* 1832 Warschau; † 1896 daselbst) übernahm in den letzten Lebensmonaten des Vaters die Firma und leitete sie bis zu seinem eigenen Tode in 1896. Besonders beliebt waren seine Luxusausgaben großer Romane, die er mit zahlreichen Holzschnitten verzieren ließ. Sein Sohn Władysław Gustaw (* 1860 Warschau; † 1929 daselbst) veräußerte bald nach der Übernahme des Unternehmens den Buchverlag und die Bestände der Leihbüchereien und beschäftigte sich ausschließlich mit Musiknoten (die in Leipzig gedruckt wurden), verkaufte aber die Firma bereits im Jahre 1901. Noch bis 1905 wurde sie unter dem Namen „Gustaw Sennewald“ geführt und danach liquidiert.
Sämtliche Sennewalds wurden auf dem evangelischen Friedhof in Warschau bestattet.